# اسمیتا بانسال
اسمیتا بانسال (به انگلیسی: Smita Bansal) (زاده ۲۱ فوریه ۱۹۷۷) بازیگر هندی است.
از کارهای معروف او می‌توان به بازی در فیلم قرض اشاره کرد.